# Wapella (Illinois)
Wapella es una villa ubicada en el condado de DeWitt en el estado estadounidense de Illinois. En el Censo de 2010 tenía una población de 558 habitantes y una densidad poblacional de 408,04 personas por km².

## Geografía
Wapella se encuentra ubicada en las coordenadas 40°13′18″N 88°57′40″O / 40.22167, -88.96111. Según la Oficina del Censo de los Estados Unidos, Wapella tiene una superficie total de 1.37 km², de la cual 1.37 km² corresponden a tierra firme y (0%) 0 km² es agua.

## Demografía
Según el censo de 2010, había 558 personas residiendo en Wapella. La densidad de población era de 408,04 hab./km². De los 558 habitantes, Wapella estaba compuesto por el 98.57% blancos, el 0.72% eran afroamericanos, el 0% eran amerindios, el 0% eran asiáticos, el 0% eran isleños del Pacífico, el 0% eran de otras razas y el 0.72% pertenecían a dos o más razas. Del total de la población el 1.79% eran hispanos o latinos de cualquier raza.